# Iveragh Peninsula SPA
Iveragh Peninsula SPA este o arie protejată (arie de protecție specială avifaunistică — SPA) din Irlanda întinsă pe o suprafață de 3.486,97 ha, integral pe uscat.

## Localizare
Centrul sitului Iveragh Peninsula SPA este situat la coordonatele 51°55′32″N 10°19′37″W / 51.925536°N 10.327016°V.

## Înființare
Situl Iveragh Peninsula SPA a fost declarat arie de protecție specială avifaunistică în noiembrie 2006 pentru a proteja 9 specii de animale.

## Biodiversitate
Situată în ecoregiunea atlantică, aria protejată nu include niciun habitat protejat.
La baza desemnării sitului se află mai multe specii protejate de  păsări (9): alca (Alca torda), șoim călător (Falco peregrinus), Fulmarus glacialis, Larus argentatus, Phalacrocorax aristotelis, cormoran mare (Phalacrocorax carbo), Pyrrhocorax pyrrhocorax, Rissa tridactyla, Uria aalge.
Pe lângă speciile protejate, pe teritoriul sitului au mai fost identificate 2 specii de păsări.